# Union Sporting Club Constantine
Pour les articles homonymes, voir USCC.
Maillots
Le Union Sporting Club Constantine (en arabe : نادي اتحاد سبورتينغ قسنطينة), plus couramment abrégé en USC Constantine, est un club de football algérien fondé en 1904 et disparu en 1962, et situé dans la ville de Constantine. Il évoluait au Stade Turpin.

## Histoire
L'Union Sporting Club Constantinois est créée en 1904 dans la ville de Constantine, par des colons européens qui étaient des amateurs de sport et de football.

## Palmarès
| Compétitions nationales                                                                                         |
| --- |
| - Ligue de Constantine de Football Association: - Division d'honneur : - Champion (4): 1921, 1924, 1925 et 1926 |

## Personnalités du club

### Présidents du club
- M. Henri Vincent
- M. Sabatier Emmanuel

### Anciens joueurs du club
Quelques joueurs qui ont marqué l'histoire de l'USC Constantine.
- Andichou
- Dellessert
- Chazot Roy